# زاهرادکی (ناحیه ییندریخوف هرادتس)
زاهرادکی (به چکی: Zahrádky) یک منطقهٔ مسکونی در جمهوری چک است که در ناحیه ییندریخوف هرادتس واقع شده‌است. زاهرادکی ۸٫۱۹ کیلومتر مربع مساحت و ۲۳۸ نفر جمعیت دارد و ۵۹۴ متر بالاتر از سطح دریا واقع شده‌است.